# 차민규
차민규(車旼奎, 1993년 3월 16일~)는 대한민국의 스피드스케이팅 선수이다. 2018년 동계 올림픽에서 남자 500m 부문 은메달을 획득하였고, 2022년 동계 올림픽에서도 남자 500m 은메달을 획득하였다.

## 경력
2011년 쇼트트랙에서 스피드스케이팅으로 전향한 그는 러시아 소치에서 열린 2014년 동계 올림픽에 앞서 열린 대한민국 국가대표 선발전을 앞두고  오른발목 인대를 심하게 다치는 부상으로 출전하지 못했다. 그러나 그는 재활을 위한 노력 끝에 2016-17 월드컵 2차 대회에서 동메달을 차지한다. 이어 2017 삿포로 동계아시안게임에서 동메달을 따냈고, 같은 해 카자흐스탄 알마티에서 열린 동계 유니버시아드 남자 500m와 1000m에서는 모두 금메달을 목에 걸었다. 또 2017년 12월 열린 ISU 스피드스케이팅 월드컵 3차 대회에서 남자 500m에 출전해 34초 31의 기록으로 2위를 차지하였다. 1위를 기록한 캐나다의 알렉스 부아베르라크루아 와는 단 0.001초 차이였다. 이 기록은 자신의 최고 기록을 0.5초가량 앞당긴 기록이였다. 월드컵에서의 은메달로 2017년 12월 기준으로 남자 500m 세계 순위 12위에 오른다. 결국 2018년 2월 19일 자신의 국가에서 열린 2018년 동계 올림픽 스피드스케이팅 남자 500m에서 은메달을 차지한다. 이번에 1위를 기록한 노르웨이의 호바르 홀메피오르 로렌첸과의 차이는 단 0.01초였다.
쇼트트랙 출신 답게 부드러운 코너 워크가 그의 큰 강점이다. 마지막 코너를 안정적으로 돌면서 그 힘을 바탕으로 마지막 직선 구간에서 강한 스퍼트를 발휘한다. 2017년 월드컵 3차 대회에서도 마지막 직선 구간에서 함께 레이스를 펼친 중국의 가오팅위를 추월하며 결승선을 통과했다. 차민규는 당시 후반 400m를 출전자 중 가장 빠른 24초 63에 주파했다. 제갈성렬 의정부시청 감독은 “차민규가 스타트에 좀 더 신경 쓴다면 평창동계올림픽에서 의외의 결과를 얻을 수 있을 것”이라고 말하기도 했다.

## 출신 학교
- 관양초등학교
- 동북중학교
- 동북고등학교
- 한국체육대학교